# Nudora septentrionalis
Nudora septentrionalis is een rondwormensoort uit de familie van de Monoposthiidae. De wetenschappelijke naam van de soort is voor het eerst geldig gepubliceerd in 1979 door Tchesunov.